# Walerian Mikołajczak
Walerian Mikołajczak (ur. 9 grudnia 1928, zm. 6 grudnia 2013) – polski funkcjonariusz, działacz partyjny i państwowy, wojewoda zielonogórski (1982–1984).
Służył w Wojskach Ochrony Pogranicza, gdzie dosłużył się stopnia pułkownika. Służbę rozpoczął w 1949 roku w Chełmie. Ukończył Wojskową Akademię Polityczną, kurs operacyjny Akademii Sztabu Generalnego. Od 18 czerwca 1970 do 18 czerwca 1982 roku dowodził Lubuską Brygadą Wojsk Ochrony Pogranicza. 20 maja 1982 roku powołany na stanowisko wojewody zielonogórskiego; sprawował je do 31 października 1984. Od 1985 do 1990 był zastępcą dowódcy Wojsk Ochrony Pogranicza. W 1990 zakończył służbę, po czym pozostał działaczem stowarzyszeń służb mundurowych, a także łowieckim.
Zmarł w wieku 85 lat. 10 grudnia 2013 pochowano go na cmentarzu komunalnym w Zielonej Górze.
Wielokrotnie odznaczany, odznaczenia, które otrzymał to m.in. Krzyż Komandorski Orderu Odrodzenia Polski, Krzyż Oficerski Orderu Odrodzenia Polski, Krzyż Kawalerski Orderu Odrodzenia Polski, Złoty Krzyż Zasługi, Medal Rodła, Złota Odznaka za Zasługi dla Celnictwa.